# Ceryx carpentieri
Ceryx carpentieri là một loài bướm đêm thuộc phân họ Arctiinae, họ Erebidae.